# ۶۱۴ (پیش از میلاد)
۶۱۴ (پیش از میلاد) ۶۱۴مین سال قبل از تقویم میلادی است.